# Jan Stern
Jan Stern (ur. 1867, zm. 9 marca 1949) – polski śpiewak, artysta Opery Warszawskiej.

## Początki kariery
Od 1892 należał do zespołu Łucjana Kościeleckiego w Rydze i Mitawie. Od 1896 należał do Chóru Warszawskich Teatrów Rządowych. Parę lat później został zaangażowany do zespołu solistów tego teatru, w następnych latach był artystą Opery Warszawskiej, w tamtym czasie dyrektorem Opery Warszawskiej był Sergiusz Metaxian (baryton). W 1897 nagrał jedną ze swoich pierwszych płyt, była to płyta firmy Berliner Gramophone. Nagrywał na wałki pathe arie operowe i utwory ludowe.

## Późniejsza kariera
W późniejszych latach Jan Stern dużo nagrywał w USA, wydawano tam jego płyty polonijne firmy Columbia. Nagrywał też w Polsce m.in. w wytwórniach Syrena Rekord, Janus Record, International Concert Record, Corona Record, czy Favorite Record. 4 czerwca 1925 obchodził benefis z okazji trzydziestolecia kariery, w 1925 dokonał ostatnich nagrań.

## Życie prywatne
Jan Stern był żonaty z Marją Sztern z domu Woroniecka. W późniejszych latach mieszkał w Grójcu.